# Sverre Gran
Sverre Gran, född 29 januari 1920, död 4 september 1998, var en norsk skådespelare, filmproducent, dramatiker och manusförfattare.
Gran verkade som skådespelare vid Det Nye Teater, Trøndelag Teater, Folketeatret, Rogaland Teater och Oslo Nye Teater. Mellan 1973 och 1991 medverkade han i tolv filmer med debut i Fem dygn med Viveca.
Han skrev flera pjäser, däribland Skal det være et barn (Trøndelag Teater, 1952), Kors og sverd (Trøndelag Teater, 1954), Hopp opp og snu deg! (Det Nye Teater, 1954), Den magiske stjernen i Bagdad (Folketeatret, 1956) och Rødhette (Trøndelag Teater, 1961). Han skrev också manus till filmen Tonny (1962).
Gran var verksam som producent under 1960-talet och producerade filmen Strandhugg (1961) samt var exekutiv producent i filmerna Tonny (1962) och An-Magritt (1969).

## Filmografi
Skådespelare
- 1973 – Fem dygn med Viveca
- 1976 – Angst
- 1977 – Den tysta majoriteten
- 1978 – Hvem har bestemt?
- 1979 – Svartare än natten
- 1980 – Nedtur
- 1980 – Liv og død
- 1981 – Martin
- 1981 – Julia Julia
- 1982 – Leve sitt liv
- 1985 – Adjø solidaritet
- 1991 – Bak syv hav

Manus
- 1962 – Tonny

Producent
- 1961 – Strandhugg
- 1962 – Tonny (exekutiv producent)
- 1969 – An-Magritt (exekutiv producent)